# 山姆·霍利甘
山姆·霍利甘（Samuel Emmett "Sam" Horrigan，1981年8月23日—）是美國的一位演員。他曾經出演過籃球兄弟等電視劇，並且也出演過迪士尼原創電影Brink!。霍利甘首次出演電影是在1992年。